# Malik Couturier
Malik Couturier (Jonzac, 21 januari 1982) is een Franse voetballer (verdediger) die sinds 2008 voor de Franse tweedeklasser Angers SCO uitkomt. Eerder speelde hij voor Niort FC.